# Flugunfall der VASP bei Manaus 1983
Der Flugunfall der VASP bei Manaus 1983 ereignete sich am 22. Februar 1983. An diesem Tag stürzte eine Boeing 737-2A1C, die kurz zuvor vom Flughafen Manaus zu einem Frachtflug gestartet war, kurz nach dem Start ab. Die Maschine wurde bei dem Unfall völlig zerstört, außerdem starben die beiden an Bord anwesenden Besatzungsmitglieder.

## Maschine
Bei dem verunglückten Flugzeug handelte es sich um eine Boeing 737-2A1C, die zum Zeitpunkt des Unfalls 7 Jahre und 2 Monate alt war. Die Maschine wurde im Werk von Boeing in Renton im Bundesstaat Washington montiert und absolvierte am 12. Dezember 1975 ihren Erstflug, ehe sie am 29. Januar 1976 neu an die Viação Aérea São Paulo ausgeliefert wurde. Das Flugzeug trug die Werknummer 21187, es handelte sich um die 443. Boeing 737 aus laufender Produktion. Die Maschine wurde mit dem Luftfahrzeugkennzeichen PP-SNC zugelassen. Das zweistrahlige Schmalrumpfflugzeug war mit zwei Triebwerken des Typs Pratt & Whitney JT8D-17 ausgestattet.

## Insassen
An Bord der Maschine befanden sich lediglich zwei Besatzungsmitglieder, ein Flugkapitän und ein Erster Offizier. Der Flugkapitän trat der Fluggesellschaft am 17. August 1973 als Erster Offizier für den Flugzeugtyp Douglas DC-6 bei, am 20. April 1974 wurde er zum Flugkapitän und am 15. Mai 1974 zum Prüfkapitän an Bord dieses Flugzeugtyps befördert. Er verfügte über 8.835 Stunden und 17 Minuten Flugerfahrung, wovon er 3.297 Stunden und 41 Minuten mit der Boeing 737 absolviert hatte. Der Erste Offizier wurde am 12. November 1973 von der Fluggesellschaft als Erster Offizier für den Flugzeugtyp Embraer EMB 110 eingestellt. Am 13. November 1978 qualifizierte er sich zum Ersten Offizier an Bord des Flugzeugtyps Boeing 737. Am 12. Dezember 1980 qualifizierte er sich darüber hinaus zum Ersten Offizier an Bord des Flugzeugtyps Boeing 727. Er begann am 25. September 1982 eine Ausbildung zum Flugkapitän an Bord, die er jedoch am 10. Dezember 1982 wieder abbrach. Der Erste Offizier verfügte über 6.836 Stunden und 37 Minuten Flugerfahrung, wovon 576 Stunden und 37 Minuten auf die Boeing 737 entfielen. Das Verhältnis der beiden Piloten zueinander wurde von Zeugen als sehr freundschaftlich beschrieben.

## Unfallhergang
Mit der Maschine sollte an diesem Tag ein Frachtflug ausgeführt werden. Die Boeing war zu diesem Zweck mit 352 Farbfernsehern beladen, die in der Sonderwirtschaftszone Manaus hergestellt wurden. Das Gewicht der Maschine samt Fracht betrug 116.698 Pfund und lag damit 302 Pfund unterhalb des maximal zulässigen Abfluggewichts. Der Start wurde um 2:58 Uhr nachts von der Startbahn 28 durchgeführt. Beim Start beobachteten Zeugen, wie die Maschine mit einem ungewöhnlich flachen Rollwinkel abhob. Kurz darauf rollte sie plötzlich nach links und stürzte zu Boden, explodierte und ging in Flammen auf. Die beiden Besatzungsmitglieder wurden dabei getötet und die Maschine völlig zerstört.

## Ursache
Aus den Aufzeichnungen des Cockpit Voice Recorders ging hervor, dass während der Erste Offizier mit der Flugvorbereitung befasst war und die Checklisten „Safety Inspection“, „Cockpit Preparation“ und „Before Start“ abarbeitete, der Flugkapitän Angelegenheiten im Zusammenhang mit der Verzollung der Ladung und dem Zahlen von Gebühren erledigte. Das Problem mit der Verzollung bestand darin, dass die Fracht direkt zum Flugzeug gebracht worden war, ohne die üblichen Kontrollen durchlaufen zu haben. Während der Erste Offizier die Checklisten abarbeitete, äußerte er sich mehrfach besorgt. Den Aufnahmen des Stimmenrekorders zufolge hatte der Kapitän zu keinem Zeitpunkt die Startvorbereitungen des Ersten Offiziers überprüft. Schon beim Start der Turbinen kam es parallel zu einem Gespräch der Piloten über ein Thema, das nichts mit der Durchführung des Starts und Fluges zu tun hatte. Während des Rollvorgangs wies der Kapitän den Ersten Offizier barsch zurecht. Nichtsdestotrotz entwickelte sich ein freundschaftliches Gespräch, im Verlauf dessen die beiden Piloten über ihren Rückflug nach Rio de Janeiro sinnierten sowie darüber, wie sie daraufhin nach Sao Paulo reisen sollten. Trotz des freundschaftlichen Verhältnisses hielten es die Ermittler für denkbar, dass der Erste Offizier enttäuscht darüber war, dass sein Ausbilder und Freund ihn bei der Flugvorbereitung nicht unterstützt habe.
Der Flugkapitän habe mit dem simulierten Triebwerksausfall ein Manöver durchgeführt, für das er nicht ausgebildet gewesen war, auch hatte er von der Fluggesellschaft keine Anweisung erhalten, ein solches Manöver auszuführen.
Aufgrund des freundschaftlichen Verhältnisses zwischen den beiden Piloten habe der Flugkapitän ein zu großes Vertrauen in die Leistung des Ersten Offiziers gehabt und dessen Handlungen im Verlauf der Flugvorbereitungsphase unzureichend überwacht.

## Empfehlungen
Die brasilianischen Flugunfallermittler sprachen im Abschlussbericht Empfehlungen für die Durchführung von Trainingsflügen sowie hinsichtlich des Crew Resource Management aus.
Sie betonten, dass jeder Trainingsflug die folgenden Anforderungen erfüllen müsse:
- a) Anwesenheit eines entsprechend für diese Funktion ausgebildeten und qualifizierten Prüfkapitäns
- b) Einweisung des auszubildenden Piloten, sodass dieser über die durchzuführenden Manöver informiert ist
- c) Prüfkapitän und auszubildender Pilot sich an den konkreten Zweck der Trainingsfluges halten

Hinsichtlich des Crew Resource Managements betonten die Ermittler, dass jedes Besatzungsmitglied sich darüber im Klaren sein müsse, dass der Flug nicht mit dem Anlassen der Triebwerke beginnt, sondern mit der Flugvorbereitung. Von da an müsse die gesamte Besatzung als Team zusammenarbeiten.